# Дисаси, Аксель
Аксе́ль Вильсо́н Артю́р Дисаси́ Макини́с Бело́ (фр. Axel Wilson Arthur Disasi Mhakinis Belho; родился 11 марта 1998) — французский футболист, защитник английского клуба «Челси» и национальной сборной Франции. Серебряный призёр чемпионата мира 2022 года.

## Клубная карьера
Выступал за молодёжные команды «Вилье-ле-Бель» и «Санлис». В июле 2014 года стал игроком футбольной академии «Парижа». В основном составе «Парижа» дебютировал 11 декабря 2016 года в матче Лиги 2 против «Ланса». 8 января 2016 года забил первый гол в своей профессиональной карьере в игре против «Тура».
В июле 2016 года перешёл в «Реймс». 12 декабря 2016 года дебютировал за клуб в матче против «Орлеана». В сезоне 2017/18 помог «Реймсу» выиграть Лигу 2, сыграв в ней 13 матчей и забив 1 мяч. 25 августа 2018 года дебютировал во французской Лиге 1, выйдя на замену Реми Удену на 39-й минуте игры против «Амьена». 23 ноября 2019 года забил свой первый гол в Лиге 1 в матче против «Меца».
В начале августа 2020 года Дисаси подписал пятилетний контракт с «Монако».
4 августа 2023 Аксель Дисаси стал игроком английского «Челси», заключив контракт на шесть лет. Сумма трансфера составила 45 млн. евро. Он отметился голом уже в первом матче за новый клуб в игре с «Ливерпулем».
4 февраля 2025 года Дисаси перешёл в «Астон Виллу» на правах аренды до конца сезона 2024/25. Сообщается, что сумма аренды составила 5 миллионов фунтов, а клуб также покроет его зарплату.

## Карьера в сборной
С 2017 по 2018 год провёл три матча за сборную Франции до 20 лет.
9 ноября 2022 года был включён в официальную заявку сборной Франции для участия в матчах чемпионата мира 2022 года в Катаре.

## Достижения
«Реймс»
- Чемпион французской Лиги 2: 2017/18

«Челси»
- Победитель Лиги конференций УЕФА: 2024/25